# Вироанвал
Вироанвал (на френски: Viroinval) е селище в Южна Белгия, окръг Филипвил на провинция Намюр. Населението му е около 5700 души (2006).